# Dan Rapoport
Dan Rapoport (en ruso: Даниил Рапопорт; Riga, 30 de abril de 1968 - Washington D. C., 14 de agosto de 2022) fue un inversionista y ejecutivo financiero estadounidense nacido en la Unión Soviética (actual Letonia). Era un crítico abierto de Vladímir Putin; su muerte derivada por una caída desde su apartamento en Washington D. C., fue relacionada con una serie de muertes misteriosas de empresarios y oligarcas opositores al gobierno de Vladímir Putin.

## Biografía
Rapoport nació en una familia judía de Riga (Letonia) cuando el país era la República Socialista Soviética de Letonia de la Unión Soviética. En 1980, su familia emigró a Estados Unidos luego de recibir asilo político y se establecieron en Houston, Texas. Se graduó de la Universidad de Houston en 1991 y en 2015 obtuvo una maestría en administración de empresas de la Universidad de Middlesex en Londres. Después de graduarse de la Universidad de Houston, Rapoport regresó a Rusia empleado por Phibro Energy.
Trabajó como analista financiero en la primera empresa conjunta ruso-estadounidense para la producción de petróleo, White Nights Joint Enterprises, con sede en Raduzhny, Siberia. Después de dejar Phibro, Rapoport permaneció en Rusia, trabajando en finanzas corporativas, corretaje y banca de inversión. Ocupó altos cargos en varias instituciones financieras rusas y completó varias transacciones transfronterizas en representación de empresas rusas y varios inversores institucionales internacionales.
En 1995, Rapoport se unió al Grupo CentreInvest y en 1999 fue nombrado Director General de CentreInvest Securities, en Nueva York. Desde 2003, se desempeñó como director ejecutivo y jefe del negocio de corretaje en Moscú para CentreInvest Securities, una correduría especializada en acciones de mediana capitalización.
En 2007, abrió junto a su socio Serguéi Tkachenko un club nocturno en el centro de Moscú llamado Soho Rooms, que se convirtió en el lugar al que acudía la élite moscovita, conformada tanto por celebridades como por políticos. Serguéi Tkachenko murió tras caer del edificio donde residía en Moscú en 2017; la misma forma en la que moriría Dan Rapoport cinco años después.
En junio de 2012, Rapoport regresó a Estados Unidos. Se informó que abandonó Rusia en gran parte debido a su apoyo a la oposición democrática de Rusia, particularmente su apoyo a Alekséi Navalni, un activista abierto contra la corrupción corporativa y gubernamental rusa y el crítico más vocal de Vladímir Putin. "Nuestro vuelo a Washington es en 12 horas. Es triste dejar Rusia, pero para la gente reflexiva, vivir aquí se ha vuelto insoportable y repugnante", escribió Rapoport en su página de Facebook el 13 de junio de 2012.
En 2016, Rapoport y su primera esposa, Irina, se divorciaron. Se mudó a Kiev, Ucrania con su segunda esposa, Alyona. La pareja permaneció allí hasta la Invasión rusa de Ucrania de 2022.
Tuvo cierta cobertura en los medios estadounidenses cuando finalizado su divorcio en octubre de 2016, su exesposa Irina Rapoport se convirtió en la única propietaria de la propiedad en Washington D. C. que ella y Dan habían tenido juntos: una mansión en Tracy Place en el distrito de Kalorama de Washington D. C.. Dicha propiedad fue vendida el 4 de enero de 2017 a Tracy DC Real Estate, una corporación formada el 15 de diciembre de 2016 y controlada por el multimillonario y magnate minero chileno Andrónico Lukšić Craig. La venta de la mansión de Kalorama fue noticia luego de que se revelara que Jared Kushner e Ivanka Trump serían los nuevos inquilinos.
En 2018, la organización de investigación de código abierto Bellingcat informó que Rapoport había sido el creador de un personaje ficticio llamado David Jewberg, citado con frecuencia en los medios ucranianos como analista principal del Pentágono.

## Vida personal

### Problemas legales
En 2008, mientras residía en Moscú, la Comisión de Bolsa y Valores de Estados Unidos (SEC) acusó a Rapoport de una supuesta violación de la Sección 15(a) de la Ley de Bolsa de Valores de 1934. La SEC afirmó que la supuesta infracción ocurrió mientras él era director gerente de CentreInvest Securities (Moscú) e indirectamente supervisaba las actividades de CentreInvest Inc. en Nueva York. Al no poder notificar a Rapoport con la debida notificación en su ubicación de Moscú, la SEC en 2009 dictó una sentencia por incumplimiento. Una vez que se enteró de la sentencia en rebeldía, Rapoport respondió presentando una moción bajo la Regla de Intercambio 155 (b) para anular la sentencia en rebeldía. Después de varias decisiones judiciales, en 2012, el Tribunal de Distrito del Distrito de Columbia, presidido por el juez David Sentelle, concedió por unanimidad la petición de anulación de Rapoport, citando el hecho de que la SEC no aplicó consistentemente su propia regla.

### Fallecimiento
En la tarde del 14 de agosto de 2022, Rapoport fue encontrado tirado en una calle de Washington D. C. frente a su edificio de apartamentos de lujo en el barrio de West End, desde donde se había caído mortalmente. Según el Departamento de Policía Metropolitana del Distrito de Columbia, no hay sospecha de juego sucio e inicialmente se piensa que se trata de un suicidio; la policía está esperando el informe de un médico forense que podría demorar hasta 90 días.

#### Reacciones
- El presidente y cofundador del fondo de inversiones Hermitage Capital Management, Bill Browder dijo: “Creo que las circunstancias de su muerte son extremadamente sospechosas, cada vez que alguien que tiene una visión negativa del régimen de Putin muere sospechosamente, uno no debe descartar el juego sucio”.[17]
- El periodista e historiador estadounidense, David Satter dijo sobre el caso: "Nada cuadra... todo lo que sabemos es muy, muy extraño".[17]
- El expolítico ruso y opositor de la anexión de Crimea a Rusia, Ilya Ponomarev, dijo que Rapoport le parecía deprimido, pero no suicida.[17]

Un amigo en Washington, Yuri Somov, dijo que cree que la historia del suicidio es plausible. Según Somov, Rapoport le dijo que "habían sido tres meses muy difíciles", y Somov señaló: "De él, en particular, eso dice mucho. Más que notable, fue extraordinario”. La esposa de Rapoport negó que pudiera haber sido un suicidio.